# Brendan Eich
Brendan Eich, född 1961, är en amerikansk utvecklare och skapare av programspråket JavaScript. Han var med och grundade Mozilla där han agerat CTO och under en kort period även VD.